# Peakesia brunnea
Peakesia brunnea är en insektsart som först beskrevs av White, A. 1841.  Peakesia brunnea ingår i släktet Peakesia och familjen gräshoppor. Inga underarter finns listade i Catalogue of Life.